# لي باول (ممثل)
لي باول (بالإنجليزية: Lee Powell)‏ هو ممثل أمريكي، ولد في 15 مايو 1908 في الولايات المتحدة، وتوفي بنفس المكان في 30 يوليو 1944.

## وصلات خارجية
- لي باول على موقع IMDb (الإنجليزية)
- لي باول على موقع ألو سيني (الفرنسية)
- لي باول على موقع أول موفي (الإنجليزية)
- لي باول على موقع قاعدة بيانات الفيلم (الإنجليزية)